# Cal Gat (Sant Joan de les Abadesses)
Cal Gat o Colònia Jordana és una colònia tèxtil de Sant Joan de les Abadesses (Ripollès), al peu del riu Ter, inclosa en l'Inventari del Patrimoni Arquitectònic de Catalunya.

## Descripció
Edifici lineal de planta baixa i pis amb teulat a dues aigües, orientat a sud. Fet amb pedra de riu i pedrera, amb estructures de mur de càrrega i teula àrab. De tot el conjunt és l'únic que conserva la seva fesomia original. Aquest conjunt surt de la necessitat de donar allotjament als treballadors d'una fàbrica de filats, comprada per una fàbrica de tripa. L'any 1952 es fa un projecte d'ampliació interessant per part de Josep Ros i Vila essent promotor de F. Pich Aguilera. Aquest projecte es troba a l'Ajuntament de Sant Joan de les Abadesses.

## Història
Des de l'any 1904 es tenen notícies documentals de l'existència de dues fàbriques, cal Gat, dedicada a la filatura de llana, i cal Jordana, dedicada a la filatura de cotó, a l'entorn de les quals es començaren a construir grups d'habitatges. Dos incendis en anys diferents, el 1911 i el 1939, malmeteren les fàbriques i frenaren el creixement d'aquests nuclis industrials. No obstant això, van subsistir fins que amb la crisi de la filatura dels anys 1975-85 van tancar definitivament.